# Черняевка (Тульская область)
Черняевка — село в Богородицком районе Тульской области России.
В рамках административно-территориального устройства является центром Черняевского сельского округа Богородицкого района, в рамках организации местного самоуправления входит в Иевлевское сельское поселение.

## География
Расположено в верховьях реки Чернявка, в 6,5 км к юго-западу от Иевлево, в 14 км от Богородицка, в 41 км от Новомосковска и в 57 км к юго-востоку от Тулы.

## Население
| 2002 | 2010 |
| ---- | ---- |
| 275  | ↘252 |

## История
Основано между 1745 и 1763 годом как выселок из села Иевлево и носило название Архангельское. Когда в 1792 году в Иевлево был построен новый каменный храм, старый деревянный был продан в Архангельское.
В 1796 году Богородицкий уезд был пожалован графу Бобринскому, село сменило название на Черняевка. При этом в переписи 1795 года село идет под названием «Архангельское», но упоминается уже и под новым названием. А в переписи 1811 года значится только как Черняевка.